# Ajaz Azmat
Ajaz Azmat, né le 18 mars 1978, est un joueur professionnel de squash représentant le Pakistan. Il atteint en janvier 2001 la 38e place mondiale sur le circuit international, son meilleur classement.

## Biographie
Il participe aux championnats du monde 2002 où il s'incline au premier tour face à Lee Beachill. Après sa carrière, il entraîne pendant quelques années aux États-Unis avant d'être  nommé entraîneur principal de l'équipe nationale malaisienne succédant à Peter Genever.

## Palmarès

### Titres
- Open de Kuala Lumpur : 2000
- Championnats d'Asie par équipes : 2002